# Tuholj
Tuholj (en cyrillique : Тухољ) est un village de Bosnie-Herzégovine. Il est situé dans la municipalité de Kladanj, dans le canton de Tuzla et dans la fédération de Bosnie-et-Herzégovine. Selon les premiers résultats du recensement bosnien de 2013, il compte 355 habitants.

## Démographie

### Évolution historique de la population
| 1948 | 1953 | 1961 | 1971 | 1981 | 1991 | 2013 |
| ---- | ---- | ---- | ---- | ---- | ---- | ---- |
| -    | -    | 439  | 515  | 560  | 524  | 355  |

|  |

### Communauté locale
En 1991, la communauté locale de Tuholj comptait 1 302 habitants, répartis de la manière suivante :